# عامر الدبك
عامر الدبك (1966 -) هو أديب وكاتب وشاعر سوري.

## حياته
- مواليد محافظة حلب (ناحية مركز الباب) عام: 1966م.[2]
- حاصل على إجازة في اللغة العربية جامعة حلب. عام: 1992م.[3]

## مسيرته
عضو في عدة أندية وجمعيات أدبية وثقافية منها:
1. اتحاد الكتاب العرب.
2. اتحاد كتاب الإنترنت .
3. جمعية العاديات حلب.
4. كُتَّاب بلا حدود ألمانيا .
5. نادي التمثيل العربي للآداب والفنون حلب.

## جوائز
- نال عدد من الجوائز الأدبية منها :

1. جائزة اتحاد شبيبة الثورة السورية للشعر، عام: 1993م.
2. جائزة نقابة المعلمين في سورية للمقالة، عام: : 1994م.
3. جائزة الأسبوع الأدبي للمقالة، عام: 1996م.
4. جائزة الدكتورة سعاد محمد الصباح للقصة، عام: 1994م.
5. جائزة دار الفكر للرواية العربية، عام: 1998م.
6. جائزة المعري لشعر، عام: 2000.
7. جائزة الشيخ بدر الدين نعساني للشعر، عام: 2000م.
8. جائزة المزرعة للقصة، عام: 2002م.
9. جائزة الصدى للرواية دبي، عام: 2003م.
10. جائزة طنجة الشاعرة المغرب، عام: 2003 م.
11. جائزة ناجي نعمان الأدبية بيروت، عام: 2003م.
12. جائزة الإبداع الشارقة، عام: 2004م.

## مؤلفاته
- في الشعر:

1. قبل أن يطفح الياسمين .
2. لذيذة كالمعصية .
3. قريبا سأهطل .
4. انتظار خارج الهواء .
5. كأي مواطن حزين .
6. كلام بحجم الخيبة .
7. أوقفني في الصمت وقال .
8. هكذا قال الهواء.
9. أريد أن أتثاءب .
10. هكذا تكلم قميصها .
11. وعرجت من ظلي .
12. الفصول والأسرار والإشارات.
13. الخوافي .
14. لن أسكت لهذا البحر
15. ـ تنبأ لي أبي
16. عتبات

- في الرواية :

1. ألواح من ذاكرة النسيان (مشتركة).
2. الانكسار .
3. يا ليتني كنت حماراً
4. أبو زيد المبالي (مشتركة).

- في النقد :

1. القصيدة الحديثة بين الغنائية والغموض مشترك مع الأديبة ببهيجة إدلبي .
2. الحلم ومأزق الخلاص (قراءات في الرواية العربية (.
3. السيرة الذاتية في الخطاب الروائي العربي (مشترك)

- في القصة :

1. محاولات للخروج من الدائرة 1996م.

- من قصيدته : هكذا تكلم قميصها :

| عامر الدبك | قالَ خُذني .. فأنا من سًندسٍ واستبرقٍ من حكمةٍ سكنَ الحلمُ نسيجي من شفاهِ الوردِ أحضرتُ أريجي خُذني واغترفْ عطرَ مساماتي وسحري فأنا من عرق النهدين .. خمري فكَ أسراري وسحري فأنا من قبلها ما كنتُ أدري أيَّ أمرٍ بعدها أدركتُ أمري ..!! | عامر الدبك |